# BORA-hansgrohe/2018
Deze pagina geeft een overzicht van de BORA-hansgrohe-wielerploeg in 2018.

## Algemeen
Algemeen manager: Ralph Denk
Teammanager: Enrico Poitschke
Ploegleiders: Christian Pömer, Steffen Radochla, André Schulze, Ján Valach, Jens Zemke
Fietsmerk: Specialized

## Renners
| Naam                | Geboortedatum | Nationaliteit       | Ploeg 2017            |
| ------------------- | ------------- | ------------------- | --------------------- |
| Pascal Ackermann    | 17-01-1994    | Duitsland           |                       |
| Erik Baška          | 12-01-1994    | Slowakije           |                       |
| Cesare Benedetti    | 03-08-1987    | Italië              |                       |
| Sam Bennett         | 16-10-1990    | Ierland             |                       |
| Maciej Bodnar       | 07-03-1985    | Polen               |                       |
| Emanuel Buchmann    | 18-11-1992    | Duitsland           |                       |
| Marcus Burghardt    | 30-06-1983    | Duitsland           |                       |
| Davide Formolo      | 25-10-1992    | Italië              | Cannondale-Drapac     |
| Felix Großschartner | 23-12-1993    | Oostenrijk          | CCC Sprandi Polkowice |
| Peter Kennaugh      | 15-06-1989    | Verenigd Koninkrijk | Team Sky              |
| Michael Kolář       | 21-11-1992    | Slowakije           | t/m 24 juni 2018      |
| Leopold König       | 15-11-1987    | Tsjechië            |                       |
| Patrick Konrad      | 13-10-1991    | Oostenrijk          |                       |
| Rafał Majka         | 12-09-1989    | Polen               |                       |
| Jay McCarthy        | 08-09-1992    | Australië           |                       |
| Gregor Mühlberger   | 04-04-1994    | Oostenrijk          |                       |
| Daniel Oss          | 13-01-1987    | Italië              | BMC Racing Team       |
| Matteo Pelucchi     | 21-01-1989    | Italië              |                       |
| Christoph Pfingsten | 20-11-1987    | Duitsland           |                       |
| Paweł Poljański     | 05-06-1990    | Polen               |                       |
| Lukas Pöstlberger   | 10-02-1992    | Oostenrijk          |                       |
| Juraj Sagan         | 23-12-1988    | Slowakije           |                       |
| Peter Sagan         | 26-01-1990    | Slowakije           |                       |
| Aleksejs Saramotins | 08-04-1982    | Letland             |                       |
| Andreas Schillinger | 13-07-1983    | Duitsland           |                       |
| Michael Schwarzmann | 07-01-1991    | Duitsland           |                       |
| Rüdiger Selig       | 19-02-1989    | Duitsland           |                       |

### Stagiairs
Vanaf 1 augustus 2018
| Naam                | Geboortedatum | Nationaliteit | Vorige ploeg       |
| ------------------- | ------------- | ------------- | ------------------ |
| Johannes Schinnagel | 29-05-1996    | Duitsland     | Tirol Cycling Team |

### Vertrokken
| Naam            | Geboortedatum | Nationaliteit | Ploeg 2018      |
| --------------- | ------------- | ------------- | --------------- |
| Shane Archbold  | 02-02-1989    | Nieuw-Zeeland | Aqua Blue Sport |
| Jan Bárta       | 07-12-1984    | Tsjechië      | Elkov-Author    |
| Silvio Herklotz | 06-05-1994    | Duitsland     | Burgos-BH       |
| José Mendes     | 24-04-1985    | Portugal      | Burgos-BH       |

## Belangrijkste overwinningen
| Tour Down Under 4e etappe: Peter Sagan Puntenklassement: Peter Sagan Cadel Evans Great Ocean Road Race Winnaar: Jay McCarthy Gent-Wevelgem Winnaar: Peter Sagan Ronde van het Baskenland 3e etappe: Jay McCarthy Parijs-Roubaix Winnaar: Peter Sagan Ronde van Romandië 5e etappe: Pascal Ackermann Ronde van Italië 7e etappe: Sam Bennett 12e etappe: Sam Bennett 21e etappe: Sam Bennett Critérium du Dauphiné 2e etappe: Pascal Ackermann Rund um Köln Winnaar: Sam Bennett | Ronde van Zwitserland 2e etappe: Peter Sagan Puntenklassement: Peter Sagan Ronde van Frankrijk 2e etappe: Peter Sagan 5e etappe: Peter Sagan 13e etappe: Peter Sagan Puntenklassement: Peter Sagan Grand Prix Pino Cerami Winnaar: Peter Kennaugh Prudential RideLondon-Surrey Classic Winnaar: Pascal Ackermann Ronde van Polen 1e etappe: Pascal Ackermann 2e etappe: Pascal Ackermann Bergklassement: Patrick Konrad Ronde van Tsjechië 1e etappe (ploegentijdrit): * 1) BinckBank Tour 6e etappe: Gregor Mühlberger | Brussels Cycling Classic Winnaar: Pascal Ackermann GP Fourmies Winnaar: Pascal Ackermann Ronde van Slowakije 2e etappe: Rüdiger Selig 3e etappe: Matteo Pelucchi Ronde van Turkije 2e etappe: Sam Bennett 3e etappe: Sam Bennett 6e etappe: Sam Bennett Puntenklassement: Sam Bennett Ronde van Guangxi 2e etappe: Pascal Ackermann Nationale kampioenschappen wielrennen Duitsland - wegwedstrijd: Pascal Ackermann Oostenrijk - wegwedstrijd: Lukas Pöstlberger Polen - tijdrit: Maciej Bodnar Slowakije - wegwedstrijd: Peter Sagan |

* 1) Ploeg Ronde van Tsjechië: Baška, Bodnar, Pelucchi, Pfingsten, Saramotins, Schillinger, Schinnagel
2010 · 2011 · 2012 · 2013 · 2014 · 2015 · 2016 · 2017 · 2018 · 2019 · 2020 · 2021 · 2022 · 2023 · 2024 · 2025
AG2R-La Mondiale · Astana Pro Team · Bahrain-Merida · BMC Racing Team · BORA-hansgrohe · Groupama-FDJ · Lotto Soudal · Mitchelton-Scott · Movistar Team · Quick-Step · Team Dimension Data · Team EF Education First-Drapac p/b Cannondale · Team Katjoesja Alpecin · Team LottoNL-Jumbo · Team Sky · Team Sunweb · Trek-Segafredo · UAE Team Emirates